# Pearlette Louisy
Calliopa Pearlette Louisy (ur. 8 czerwca 1946 w Laborie) – polityk i pedagog, gubernator generalny Saint Lucia od 17 września 1997 do 31 grudnia 2017.

## Życiorys
Pearlette Louisy urodziła się w wiosce Laboire na Saint Lucia i uczęszczała tam również do szkoły. W latach 1966–1969 studiowała język angielski oraz język francuski (licencjat) na Uniwersytecie Indii Zachodnich w Barbadosie. Po studiach, od 1969 do 1972 pracowała jako nauczycielka w szkole średniej  St.Joseph's Convent w Castries w Saint Lucia. 
Od 1972 do 1975 odbywała magisterskie studia lingwistyczne na Uniwersytecie Laval w Quebecu, w Kanadzie. Po zakończeniu nauki powróciła do pracy pedagogicznej w szkole średniej w Castries. W latach 1980–1986 była lektorką języka francuskiego w kolegium językowym w Dominice. 
Pearlette Louisy odegrała znaczącą rolę w rozwoju edukacji w Saint Lucia. Od 1986 do 1994 pełniła funkcję dziekana Wydziału Sztuki i Nauki w Sir Arthur Lewis Community College w Castries. W latach 1994–1995 była wicedyrektorką, a następnie dyrektorką (1996–1997) tej placówki naukowej. W 1994 uzyskała tytuł doktora nauk na Uniwersytecie w Bristolu w Wielkiej Brytanii. 
17 września 1997 Pearlette Louisy została mianowana przez królową Elżbietę II gubernatorem generalnym Saint Lucia i pełniła tę funkcję do 31 grudnia 2017. 
W 1999 została odznaczona przez monarchinię Orderem św. Michała i św. Jerzego.